# Spitz pass auf
Spitz pass auf bzw. Spitz, paß auf! ist ein einfaches Reaktionsspiel für Kinder, das wahrscheinlich seit etwa 1945 von dem deutschen Spieleverlag Schmidt Spiele veröffentlicht wird. Im englischen Sprachraum ist es unter anderem bekannt als Carla Cat oder Catch a Mouse, in der DDR wurde es als Mäuschen gib acht! veröffentlicht.

## Thema und Ausstattung
Bei dem Spiel handelt es sich um ein einfaches Reaktionsspiel für Kinder, bei dem die Mitspieler vermeiden, dass ihre Figuren von einem Fänger gefangen werden. Das Spielmaterial besteht dabei aus sechs farbigen Kegeln, die an Schnüren befestigt sind, einer runden Scheibe, einem Würfelbecher und einem sechsseitigen Würfel sowie einer wechselnden Anzahl von Spielchips. Für eine einfachere Variante kann ein sechsseitiger Farbwürfel beigelegt sein.
Die Illustration der Spieleschachtel zeigt bereits in frühen Auflagen einen weißen Spitz zusammen mit dem Spielmaterial, wobei Details über die Jahre verändert wurden.

## Spielweise
Vor dem Spiel wird ein Spieler bestimmt, der als Fänger fungiert. Dieser Spieler bekommt den Würfelbecher und den Würfel. Alle anderen Mitspieler wählen einen farbigen Kegel und platzieren ihn auf die runde Scheibe (Arena) in der Tischmitte, das Ende des Fadens halten sie in der Hand. Zu Beginn bekommt zudem jeder Mitspieler eine vorher festgelegte Anzahl Spielchips.
Der Fänger würfelt mit dem Würfelbecher und stülpt diesen verdeckt auf den Tisch. Zeigt der Würfel beim Aufheben eine 1 oder 6, versuchen alle Spieler möglichst schnell ihren Kegel von der Arena zu ziehen, während der Fänger versucht, sie einzufangen. Jeder Spieler, dessen Figur eingefangen wird, zahlt einen Chip an die Kasse, zudem zahlen alle Spieler, die bei anderen Zahlen als der 1 und 6 ihre Figur weggezogen haben. Gelingt es ihnen, ihren Kegel bei einer 1 oder 6 schnell genug wegzuziehen oder werden sie bei einer anderen Zahl gefangen, bekommen sie einen Chip vom Fänger. Gelingt es dem Fänger nicht, eine Figur zu fangen, oder fängt er bei der falschen Zahl, gibt er zudem den Würfelbecher an den nächsten Spieler weiter und erhält selbst eine Figur.
Das Spiel endet, wenn ein Spieler keine Chips mehr hat; es gewinnt der Spieler, der dann noch die meisten Chips hat.
Für das Spiel mit kleineren Kindern wird empfohlen, den Farbwürfel zu benutzen und damit immer nur anhand einer Farbe anzuzeigen, dass sie gefangen werden soll.

## Versionen und Rezeption
Spitz, paß auf! wurde wahrscheinlich ab etwa 1945 zum ersten Mal von dem deutschen Spieleverlag Schmidt Spiele veröffentlicht. Es erschien danach in regelmäßigen Abständen bei dem Verlag, zuletzt 2013 in einer multilingualen Version. Auch andere Spielverlage in Deutschland griffen das Spiel auf und brachten vergleichbare Spiele auf den Markt, etwa Noris-Spiele mit ... pass auf!, Haba mit Hasch mich! und Ravensburger mit Mäusejagd. In der DDR veröffentlichte Technoplast ein ähnliches Spiel als Mäuschen gib acht!. Zudem erschien es international in unterschiedlichen Ausstattungen mit dem immer gleichen Spielprinzip, etwa im englischen Sprachraum als Carla Cat oder Catch a Mouse.

## Belege
1. 1 2  Spitz pass auf, Europäische Spielesammler-Gilde; abgerufen am 12. Februar 2023.
2. 1 2 3 4  Spieleanleitung Spitz pass auf, Schmidt Spiele o. J.
3. 1 2  Carla Cat, Versionen bei BoardGameGeek. Abgerufen am 12. Februar 2023.